# Székely András Bertalan
Székely András Bertalan (Budapest, 1952. július 7. – ) művelődésszociológus, nemzetiségkutató, szerkesztő.

## Életpályája
A budapesti Kossuth Zsuzsa Gimnázium és Szakközépiskolában érettségizett 1970-ben. Földmérő mérnöki diplomáját 1977-ben a BME-n, a szociológusi diplomát pedig 1981-ben szerezte az ELTE BTK-n. Egyetemi doktori disszertációját, szintén az ELTE Szociológiai Intézetében védte meg, 1982-ben. Utóbbi értekezése témája a korabeli romániai és csehszlovákiai magyar középiskolai  történelemtankönyvek tartalomelemzése és összehasonlítása volt, nemzeti identitástudat szempontjából.
Tanított a Soproni Egyetem Közgazdasági Karán, a Károli Gáspár Református Egyetem Bölcsészettudományi Karán és a Közlekedési és Távközlési Műszaki Főiskolán. A felnőttoktatásban 1978 óta folyamatosan vesz részt, a 80-as években a Szent László Akadémia Kárpát-medencei Régió Tanszékét is vezette. Számos tudományos igényű és közéleti előadást tartott itthon, a Kárpát-medencében és Nyugat-Európában.
1989 májusától, kutatási eredményei alapján alkalmazták a Miniszterelnöki Hivatalban, a csak külhoni magyarokkal és hazai nemzetiségekkel foglalkozó kormánytisztviselőként. 2015. évi nyugdíjba vonulásáig a miniszterelnökségen és a nemzetiségekért felelős mindenkori minisztériumokban töltött be tisztségeket.  Végigjárta a közigazgatás lépcsőfokait a tanácsosi fokozattól a főosztályvezetői, főtanácsadói címig. Minden nemzetiség kulturális ügyeivel foglalkozott, a nemzetiségek helyzetét elemző kormánybeszámoló munkálatait fogta össze, a nemzetiségekkel összefüggő külkapcsolati tennivalókat is koordinált (ENSZ, ET, EU, EBESZ és a kormányközi kisebbségi vegyes bizottságok teendői). A magyar–szlovén, a magyar–horvát kormányközi kisebbségi vegyes bizottságnak és az UNESCO Magyar Nemzeti Bizottságának is évekig a tagja volt.
A Magyar Néprajzi Társaság A Magyarországi Nemzetiségek Néprajza című többnyelvű kiadványsorozatának főszerkesztője 2011 óta. A Honismeret folyóirat szerkesztőbizottságának tagja 1991 óta.  A 2019-ben alakult Magyar Nemzeti Írószövetségnek 2020-tól a tagja.

## Családja
Szülei Székely Bertalan Márton és Anesini Mária Beatrix. Gyermekei Székely Dániel Márton, Székely Réka Hajnal, Székely Balázs Ábel, Székely Boróka Tünde.

## Munkássága
Több évtizede foglalkozik a Kárpát-medence magyar és nem magyar nemzetiségeivel, a közösségi identitás kérdéseivel, a közép- és kelet-európai népek kapcsolattörténetével, a kisebbség és a kultúra összefüggéseivel, kutatóként, oktatóként, valamint konferenciák, programok, rendezvények szervezőjeként.
A nyolcvanas években az Országos Idegennyelvű Könyvtár jogelődje Nemzetiségi Kutatócsoportjának a munkájába kapcsolódott be. Olyan kutatásokban vett részt mint a hazai nemzetiségek középiskoláinak összehasonlító vizsgálata és a magyar–szlovén közös nemzetiségkutatás.
Az Országos Széchényi Könyvtár égisze alatt működött első Magyarságkutató Intézetben, annak megalakulásától, 1986 januárjától három és fél évig tudományos munkatársként dolgozott. Munkaköri kutatási tervébe beépítve átmentette az anyaországba és feldolgozta, majd később három kötetben kiadta az erdélyi magyar szociológia első szaktudományos művelője, Venczel József életművének a zömét, valamint részt vett a magyar–horvát közös nemzetiségkutatásban. A fővárosi románság kulturális életét kétnyelvű könyvben mutatta be, a Budapesti Román Egyesület 35 éves jubileumi kiadványát is ő szerkesztette. Magyar-szlovén viszonylatban is közzétett kétnyelvű és szlovén nyelvű köteteket.

### Könyvei
1. A közép-kelet-európaiság eszméje a magyar tudományban, közgondolkodásban és közművelődésben.  Népművelési Intézet, Budapest, 1984. 61 p.
2. Anyanyelv és közösségi tudat a nemzetiségi középiskolákban. Művelődéskutató Intézet – Állami Gorkij Könyvtár, Budapest, 1986. 196 p. (Joó Rudolf bevezető tanulmányával)
3. Két nép hű fia. Beszélgetések Pável Ágostonról. Zvesti sin dveh narodov. Pogovori o Avgustu Pavlu. Állami Gorkij Könyvtár – Vas Megyei Tanács, Budapest – Szombathely, 1986. 112 + 114 p. (Francek Mukič-csal közösen)
4. A nemzetiségi lét vállalása és a társadalmi beilleszkedés. Komárom Megye Tanácsa Művelődési Osztálya és a Közművelődés Háza Komárom Megyei Művelődési Központ közös kiadványa. Tatabánya, 1988. 20 p. és = Társadalomkutatás 1988, no. 3., 32-46. pp.
5. “... ezért mind küzdeni kell”. Életút a szlovéniai magyarság szolgálatában. Vas Megyei Pedagógiai Intézet, Szombathely, 1990. 164 p. (Interjúkötet Varga Sándor szlovéniai magyar politikussal.)
6. A Rábától a Muráig. Nemzetiségek egy határ két oldalán. Püski Kiadó, Budapest, 1992. 196 p.
7. Od Rabe do Mure. Narodnosti na obeh straneh meje. Zveza Slovencev na Madžarskem, Monošter (Szentgotthárd), 1994. 290 p.
8. Határhártyák. Interetnikus folyamatábrák és pillanatképek a Kárpát-medencéből. Muravidék Baráti Kör Kulturális Egyesület, Pilisvörösvár, 2005. 306 p. Online hozzáférés
9. Népben, nemzetben. [PoLíSz sorozat 5. kötet.] Kráter Műhely Egyesület, Pomáz, 2007. 176 p.
10. Varga Sándor emlékkönyv. Szlovéniai magyar változások a XX. században. Muravidék Baráti Kör Kulturális Egyesület, Pilisvörösvár, 2008. 192 p. (Tanulmányokkal, jegyzetekkel, fényképekkel, szlovén nyelvű összefoglalóval kibővített interjúkötet Varga Sándor szlovéniai magyar politikussal.)
11. Közép-európai szőttes. Kisebbség és kultúra – határon innen és túl. Muravidék Baráti Kör Kulturális Egyesület, Pilisvörösvár, 2010. 280 p. és 2021-ben Online hozzáférés és Online hozzáférés
12. A HÍD, amely összeköt. Székely András Bertalan hat évtizede. Muravidék Baráti Kör Kulturális Egyesület, Pilisvörösvár, 2012. 60 p.
13. Dunának, Oltnak… Dunărea, Oltul… Román–magyar kulturális találkozások Budapesten.  Întâlniri culturale româno–maghiare la Budapesta. Euro-Etnikum Alapítvány/Fundaţia Euro-Etnikum, Budapest/Budapesta, 2014, 231 p.
14. Istennel, a Hazáért. Keresztyén és nemzeti megszólalások. Muravidék Baráti Kör Kulturális Egyesület, Pilisvörösvár, 2017. 294 p. és 2021-ben, Online hozzáférés  és Online hozzáférés
15. Kárpáton innen, tengeren túl. Muravidék Baráti Kör Kulturális Egyesület, Pilisvörösvár, 2021. 342 + 8 p.
16. Interferenciák. Erdélyi és/vagy román kötődésekkel Magyarországon. Interferenţe. În Ungaria, cu conexiuni româneşti. Muravidék Baráti Kör Kulturális Egyesület, Pilisvörösvár, 2022. 184 + 200 p.

### Tanulmányai, cikkei
Tudományos tevékenysége szerteágazó. Csaknem hatszáz tanulmány és cikk szerzője. Félszáznál több tudományos, ismeretterjesztő és szépirodalmi könyvet szerkesztett.

### Közéleti tevékenysége
Közéleti, értékközpontú társadalmi megbízatásoknak évtizedek óta eleget tesz. A népjóléti tárcánál a határon túli magyarok szociális, egészségügyi és mentálhigiénés megsegítéséért alakult Mocsáry Lajos Alapítványnak kezdettől a megszüntetéséig (1993–2004 között) a Délvidékért felelős kurátora volt. 1991-92-ben – a délszláv háború kitörése után – a délvidéki magyarok első hazai háttérszervezetének, a Hunyadi Szövetségnek a kezdeményezőjeként, ügyvezető elnökeként, majd főtitkáraként tevékenykedett. 1998 és 2002 között a Budapest-Józsefvárosi Önkormányzat szociális bizottságában is dolgozott külső tagként. A 2019. évi választások előtt az Erdélyi Örmény Gyökerek Kulturális Egyesület felkérte, hogy legyen a jelöltjük, a  választás eredményeképpen a Fővárosi Örmény Önkormányzat képviselője, majd elnökhelyettese lett.
A Magyar–Szlovén Baráti Társaságban alapító tag és elnökhelyettes volt 2002-től. A Muravidék Baráti Kör Kulturális Egyesületnek tagja, tudományos alelnöke. Feleségével, Sz. Opre Máriával a lakóhelyük, Isaszeg város négy testvér-települési kapcsolatát építette ki (Felvidék, Délvidék, Drávaszög és Délkelet-Lengyelország). Sikerrel pályáztak Isaszeg önkormányzata nevében 2009-ben a Testvértelepülések I. Fesztiváljának a megrendezésére, az egy hónapos rendezvénysorozat fesztiváligazgatói tisztét is betöltötte. Feleségével Isaszegen 2011-ben kezdeményezte a Tóth Árpád versmondó versenyt, majd pedig a Tóth Árpád Nemzeti Társaskör megalapítását . A szervezet fő tevékenységi formája a magyarságismereti szabadegyetem, valamint évente egy, a helyi közéletben kimagasló személyiséget vagy családot Tóth Árpád emlékéremmel is kitüntet.

## Díjak, elismerések
- Magyar Kultúra Lovagja (Falvak Kultúrájáért Alapítvány), 2004[6]
- Gyulai Pál-díj, 2007[7]
- Történelmi Vitézi Rend tagjává ütötték, majd a bronz érdemkeresztet kapott[8]
- Pro Ethnographia Minoritatum emlékérem (Magyar Néprajzi Társaság), 2008[9]
- MASZRE alkotói díj, 2009[10]
- NKA alkotói támogatása, 2020
- Magyar Érdemrend lovagkeresztje, 2022[11][12]